# Endless (小柳ゆきの曲)
「Endless」（エンドレス）は、小柳ゆきの12枚目のシングル。2002年7月10日発売。発売元はワーナーミュージック・ジャパン。

## 解説
前作「HIT ON」より約5ヶ月ぶりのリリース。

## 収録曲
1. Endless
作詞：小柳ゆき・小林和子
作曲：杉浦篤
編曲：藤野将人
日本テレビ系土曜ドラマ『探偵家族』主題歌
2. Take
作詞：川村ヒロ
作曲：笹本安詞
編曲：Fragile
3. once more
作詞：小柳ゆき
作曲：かの香織
編曲：清水信之
4. Endless -instrumental-
5. Take -instrumental-
6. once more -instrumental-

## 収録アルバム
Endless
- 『buddy』
- 『MY ALL <YUKI KOYANAGI SINGLES 1999-2003>』
- 『THE BEST OF YUKI KOYANAGI ETERNITY 〜15th Anniversary〜』